# Derechos culturales
Los derechos culturales son derechos humanos que hacen referencia a la diversidad cultural y el derecho de las personas a participar de la cultura. La existencia de esta diferenciación con los derechos humanos radica en la necesidad de realzar la defensa del derecho a la cultura y la preservación de la diversidad cultural.

## Historia

### Antecedentes
El artículo 27 de la Declaración Universal de Derechos Humanos (DUDH) proclamada por la Asamblea General de las Naciones Unidas en París, el 10 de diciembre de 1948 se establece que las personas tienen derecho participar de la vida cultural de su comunidad y gozar de los beneficios del progreso científico y sus aplicaciones, así como a obtener protección de sus «intereses morales y materiales que le correspondan por razón de las producciones científicas, literarias o artísticas de que sea autora».
Los derechos culturales son mencionados en el Pacto Internacional de Derechos Económicos, Sociales y Culturales, adoptado el 16 de diciembre de 1966 por la Asamblea de las Naciones Unidas y que entró en vigor el 3 de enero de 1976. En el artículo 15 del Pacto, se reconocen los mismos derechos en el artículo 27 de la DUDH.

### Declaración de Friburgo
En la Declaración de Friburgo sobre derechos culturales, que se realizó 7 de mayo de 2007 en la Universidad de Friburgo y el 8 de mayo de 2007 en el Palacio de las Naciones de Ginebra se planteó la especificación y diferenciación entre derechos humanos y derechos culturales. El texto fue presentado por el Observatorio de la Diversidad y los Derechos Culturales en conjunto con la Organización Internacional de la Francofonía y la UNESCO. La Declaración de Friburgo fue apoyada por más de cincuenta expertos en derechos humanos.
La Declaración de Friburgo consiste en un preámbulo con 8 considerandos y 12 artículos: los dos primeros definen algunos principios y conceptos clave, luego vienen seis disposiciones enumerando los derechos culturales (artículos 3-8) y finalmente cuatro disposiciones relativas a su implementación (artículos 9-12).
Los artículos de la declaración son los siguientes:

Principios y conceptos claves

- Artículo 1. Principios fundamentales
- Artículo 2. Definiciones

Derechos culturales
- Artículo 3. Identidad y patrimonios culturales
- Artículo 4. Referencia a comunidades culturales
- Artículo 5. Acceso y participación en la vida cultural.
- Artículo 6. Educación y formación
- Artículo 7. Información y comunicación
- Artículo 8. Cooperación cultural

Disposiciones
- Artículo 9. Principios de gobernanza democrática
- Artículo 10. Inserción en la economía
- Artículo 11. Responsabilidad de los actores públicos
- Artículo 12. Responsabilidad de las Organizaciones Internacionales

### Derechos culturales y patrimonio cultural
El 30 de septiembre de 2016 el Consejo de Derechos Humanos de la Asamblea General de la ONU aprobó la resolución A/HRC/RES/33/20 sobre los derechos culturales y la protección del patrimonio cultural. El documento observa que «la destrucción del patrimonio cultural o los daños a este pueden tener un efecto perjudicial e irreversible en el disfrute de los derechos culturales» en el contexto de conflictos armados, atentados terroristas, saqueo, contrabando, robo y tráfico ilícito organizados de bienes culturales. Asimismo, exhorta a todos los Estados a que respeten, promuevan y protejan el derecho de toda persona a participar en la vida cultural, incluida la capacidad de acceder al patrimonio cultural y disfrutar de él, y de tomar medidas para conseguir a este objetivo».
En un sentido similar, la Convención de Faro de 2005 reconoció el derecho al patrimonio cultural como un derecho humano. La Convención, de ámbito europeo, entró en vigor el 2011 y ha sido ratificada por 18 estados al 2019.

## En Latinoamérica

### México
El concepto de derechos culturales en México se ha enfocado en la idea de la necesidad de defender los derechos intelectuales de los artesanos mexicanos, la identidad de los artesanos tradicionales, evitando el mal uso o degradación de este arte.
Con esta concepción se intenta afirmar que la cultura es la creación de los artesanos, los músicos, los compositores y además es propiedad de la gente. Según ello la cultura tiene un valor económico y social intrínseco.